# Hasseberg
De Hasseberg (In Duitsland Hasselberg) is het hoogste natuurlijke punt van de Nederlandse provincie Groningen. De kunstmatige heuvel Kardingeberg nabij het sportcentrum Kardinge in de stad Groningen) is met circa 32 meter het hoogste punt van de provincie.
De Hasseberg is 14,2 meter + NAP en ligt ongeveer 2 km ten oosten van Sellingen (gemeente Westerwolde). De heuvel ligt op Nederlands grondgebied. Net achter de top ligt de Duitse grens. Een deel van de heuvel werd afgegraven bij de vervening. De heuvel is een natuurgebied. In mei 2025 werd in het programma BinnensteBuiten aandacht aan de heuvel besteed.